# Den norrøne kalender
Den norrøne kalender eller Vikingernes kalender var formodentlig inddelt i månefaser og de delte året i kun 2 årstider; sommer og vinter.
De norrøne kalendermåneder i Danmark var formodentlig:
- Vintermånederne: Slagtemåned, Julemåned, Glugmåned, Blidemåned, Tordmåned og Fåremåned.
- Sommermånederne: Vårmåned, Skærsommer, Ormemåned, Høstmåned, Fiskemåned og Sædemåned.
- Muligvis en 13. måned indsat nogle år: Sillemåned.

| Norrøn årstid | Norrøn måned (dansk)                              | nutidig tidsperiode                     | Norrøn måned (islandsk)                             | Betydning                |
| ------------- | ------------------------------------------------- | --------------------------------------- | --------------------------------------------------- | ------------------------ |
| vinter        | Slagtemåned                                       | "november" 14. november - 13. december  | Ýlir, frermánuður                                   |                          |
| vinter        | Jule-mâned, Kristmåned                            | "december" 14. december - 12. januar    | Mörsugur (da. "fedtsugemåneden")                    |                          |
| vinter        | Glug-mâned (da. se-(ind-i-nyt-år-)måned)          | "januar" 13. januar - 11. februar       | Þorri, thórri                                       |                          |
| vinter        | Blide-mâned, (Dyre-Mâned, Hûstro-mâned, Îs-mâned) | "februar" 12. februar - 13. marts       | Gói, góa, gjø                                       | Kvindernes måned         |
| vinter        | Tordmåned                                         | "marts" 14. marts - 13. april           | Einmánuður (da. én-måned)                           | Mændenes måned           |
| vinter        | Fâre-Mâned                                        | "april" 14. april - 13. maj             | Harpa                                               | Er et kvindenavn         |
| sommer        | Vårmåned                                          | "maj" 14. maj - 12. juni                | Skerpla                                             | Er et kvindenavn         |
| sommer        | Skær-Sommer                                       | "juni" 13. juni - 12. juli              | Sólmánuður (da. solmåned)                           |                          |
| sommer        | Ormemåned (da. slangemåned?) (Maddike-mâned)      | "juli" 13. juli - 14. august            | Heyannir (Nogle steder i Skandinavien: Ormamánuður) | høyonna                  |
| sommer        | Høst-mâned                                        | "august" 15. august - 14. september     | Tvímánuður (da. to måned), Kornskurðarmánuður       |                          |
| sommer        | Fiske-Mâned (Lille-mâned)                         | "september" 15. september - 13. oktober | Haustmánuður (da. Høstmåned)                        |                          |
| sommer        | Sæde-måned (da. såningsmåned)                     | "oktober" 14. oktober - 13. november    | Gormánuður                                          |                          |
| ?             | Sillemåned                                        | ?                                       | ?                                                   | Sille i betydningen sen. |
| ?             | Skud-mâned                                        | ?                                       | ?                                                   |                          |

Og ugedagene:
| Vikingeugedag                 | nutidig ugedag | Norrønt    |
| ----------------------------- | -------------- | ---------- |
| sol-dag                       | søndag         | Sunnudagr  |
| Måne-dag                      | mandag         | Mánadagr   |
| Tyrs-dag                      | tirsdag        | Týsdagr    |
| Odins-dag                     | onsdag         | Óðinsdagr  |
| Thors-dag                     | torsdag        | Þórsdagr   |
| Frejas-dag eller Friggs-dag   | fredag         | Frjádagr   |
| Løverdag (=Vaskedag, badedag) | lørdag         | Laugardagr |